# Andaj (ort)
Andaj (persiska: اندج) är en ort i Iran.   Den ligger i provinsen Qazvin, i den norra delen av landet, 120 km nordväst om huvudstaden Teheran. Andaj ligger 1 585 meter över havet och antalet invånare är 179.
Terrängen runt Andaj är kuperad åt sydväst, men åt nordost är den bergig.Runt Andaj är det ganska tätbefolkat, med 108 invånare per kvadratkilometer. Närmaste större samhälle är Mo'allem Kalāyeh, 5,1 km väster om Andaj. Trakten runt Andaj består i huvudsak av gräsmarker.